# 葉惟捷
葉惟捷（2005年4月17日—）是臺灣男子籃球運動員，場上主打前鋒位置。

## 生平
葉惟捷的父親葉安展在南山高中任教，曾執掌2009年U16亞青男籃賽中華臺北代表隊兵符，母親楊淑怡為前中華女籃國手，父母親皆畢業於南山高中，妹妹葉侑璇同樣走上籃球路。
葉惟捷的長相似父親，打球似母親。葉惟捷國小先後就讀於海山國小、永和國小以及永平國小，在國小四年級接觸了籃球。國中加入金華國中籃球隊，國三繳出場均12.6分、2.6籃板、1.9抄截、1.6助攻的成績，高中進入南山高中籃球隊，高一即入選12人名單踏上HBL高中籃球聯賽舞臺，總計菜鳥賽季出賽8場，場均表現為3.8分、1.5籃板，高二成長為11.7分、3.5籃板、1.1助攻、1.2阻攻的表現。2022年8月葉惟捷代表中華臺北征戰U18亞青男籃賽，最終代表隊排名第七，同年10月代表中華臺北參加U17三對三亞洲盃籃球賽男子組，代表隊最終拿下第四名。2023年葉惟捷前往美國就讀預校布里奇頓學院，2024年進入阿拉巴馬農工大學就讀。

## 外部連結
- 葉惟捷在fiba.basketball（英语）
- 葉惟捷在fiba3x3.com（英语）
- 葉惟捷在Sports-Reference.com（NCAA）（英语）
- 葉惟捷在Eurobasket.com（球員）（英语）
- 葉惟捷在Proballers（英语）
- 葉惟捷在RealGM（英语）